# Václav z Rovného
Václav z Rovného (1448 Český Krumlov – 1531 České Budějovice) byl rožmberský kancléř, český humanista a mecenáš. Působil v českokrumlovském humanistickém kroužku, vlastnil rozsáhlou knihovnu (je evidováno 305 svazků). Podporoval českokrumlovskou školu. Byl příznivcem katolické církve.

## Život
Narodil se v krumlovské měšťanské rodině. Po absolvování krumlovské latinské školy nastoupil v roce 1469 na vídeňskou univerzitu. Po absolvování této univerzity vstoupil v roce 1475 do rožmberských služeb. Nejprve dělal správce rožmberských důchodů a již v roce 1476 (po smrti svého strýce Mikuláše) byl jmenován rožmberským kancléřem. V roce 1487 mu Petr IV. z Rožmberka,jako poručník sirotků po Ondřeji z Nemyšle, prodal dvůr poplužní v Rovném a ves Rovné a mlýn s dvory kmetcími a platy v Rovném (dnes Kladenské Rovné). Dne 3. března 1488 mu král Vladislav Jagellonský udělil erb a povýšil ho do šlechtického stavu s predikátem z Rovného. V roce 1509 rezignoval na své postavení rožmberského kancléře a stal se rádcem Petra IV. z Rožmberka (†1523). Začátkem roku 1527 se přestěhoval do Českých Budějovic, kde si koupil rohový dům na českobudějovickém náměstí a kde v roce 1531 zemřel. Pochován je v kostele sv. Víta v Českém Krumlově. Svou knihovnu odkázal mj. knihovně českokrumlovských kaplanů, pro které nechal v roce 1520 postavit v renesančním slohu zvláštní dům, tzv. kaplanku (Český Krumlov, Horní č.p. 159).
Měl dceru Apolénu, která byla jeptiškou v klášteře klarisek v Českém Krumlově.